# Santalus congruens
Santalus congruens är en skalbaggsart som först beskrevs av Sylvain Auguste de Marseul 1864.  Santalus congruens ingår i släktet Santalus och familjen stumpbaggar. Inga underarter finns listade i Catalogue of Life.